# 1975 en Alberta
Chronologie de l'Alberta
- 1971
- 1972
- 1973
- 1974
- 1975
- 1976
- 1977
- 1978
- 1979

Cette page concerne des événements qui se sont produits durant l'année 1975 dans la province canadienne de l'Alberta.

## Politique
- Premier ministre : Peter Lougheed (Association progressiste-conservateur)
- Chef de l'Opposition : Robert C. Clark
- Lieutenant-gouverneur :  Ralph Garwin Steinhauer
- Législature :

## Événements
- Mise en service de :
  - la  Bow Valley Square 2 , tour de bureaux de 143 mètres de hauteur située à Calgary[1].
  - la Hewlett Packard Tower, tour de bureaux de 124 mètres de hauteur située 715 5 Avenue SW à Calgary[2].
- 11 février 1975 au 23 février 1975 à Lethbridge : Jeux du Canada d'hiver de 1975, compétitions de sports d'hiver qui ont opposé les provinces et les territoires du Canada en 1975. Les Jeux du Canada sont présentés tous les deux ans, en alternance l'hiver et l'été.

## Naissances
- 1 février : Bud Smith (né  à Rochfort Bridge) , joueur professionnel canadien de hockey sur glace.
- 3 février : Terry Chen (né à Edmonton), acteur canadien de cinéma et de télévision.
- 11 mars : Tyson Nash (né à Edmonton), joueur professionnel canadien de hockey sur glace. Il évoluait au poste d'ailier gauche[3].
- 15 mars : Darcy Tucker (né à Castor), joueur de hockey sur glace professionnel canadien. Il a évolué dans la Ligue nationale de hockey (LNH) .
- 5 avril : Carla Pavan, née à Lethbridge, skeletoneuse canadienne qui a commencé sa carrière en 2002. En décembre 2005, elle remporte son unique victoire en Coupe du monde à Igls.
- 14 avril : Frank Banham, né à Calahoo, joueur professionnel canadien de hockey sur glace[4] naturalisé hongrois.
- 21 avril : Scott Langkow (né à Sherwood Park), joueur professionnel canadien de hockey sur glace[5].
- 22 avril : Derek Smith(né à Edmonton), joueur professionnel canadien de hockey sur glace[6].
- 17 juillet : Jason Strudwick (né à Edmonton), joueur professionnel canadien de hockey sur glace. Il évoluait au poste de défenseur. Il est le cousin de Scott et Rob Niedermayer[7].
- 26 juillet : Ben Cotton (né à Edmonton) , acteur canadien.
- 12 août : Steven Elm, patineur de vitesse canadien, né à Red Deer.
- 14 août : Nolan Pratt (né à Fort McMurray), joueur canadien de hockey sur glace[8].
- 25 août à Edmonton : Michelle Beaudoin, actrice.
- 25 septembre : Liz Smith Herbert, née à Edmonton, joueuse canadienne de soccer évoluant au poste de milieu de terrain.
- 7 octobre : Deron Michael Bilous, né à Edmonton, instituteur et homme politique canadien, ministre du Développement économique et du Commerce au sein du gouvernement de Rachel Notley de 2015 à 2019.
- 14 octobre : Pete Vandermeer (né à Red Deer), joueur professionnel canadien de hockey sur glace. Pete est le frère du joueur de hockey professionnel, Jim Vandermeer.
- 12 novembre : Chris Wells (né à Calgary), joueur professionnel de hockey sur glace ayant évolué à la position de centre.
- 18 décembre : Jacob Erker (né à Calgary), coureur cycliste canadien, professionnel de 2002 à 2009.